# Santuario Kashima

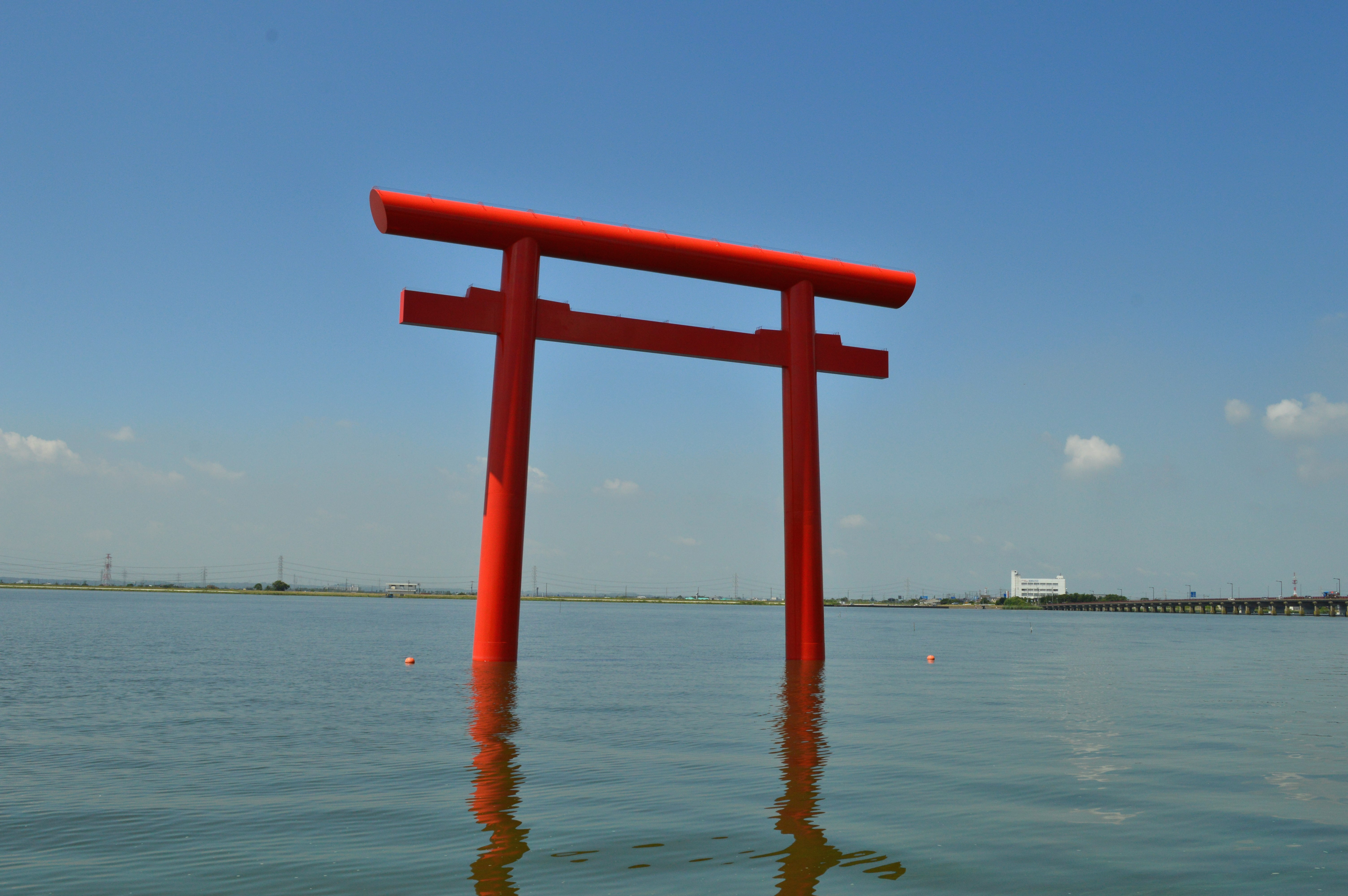
Torii del Santuario Kashima.

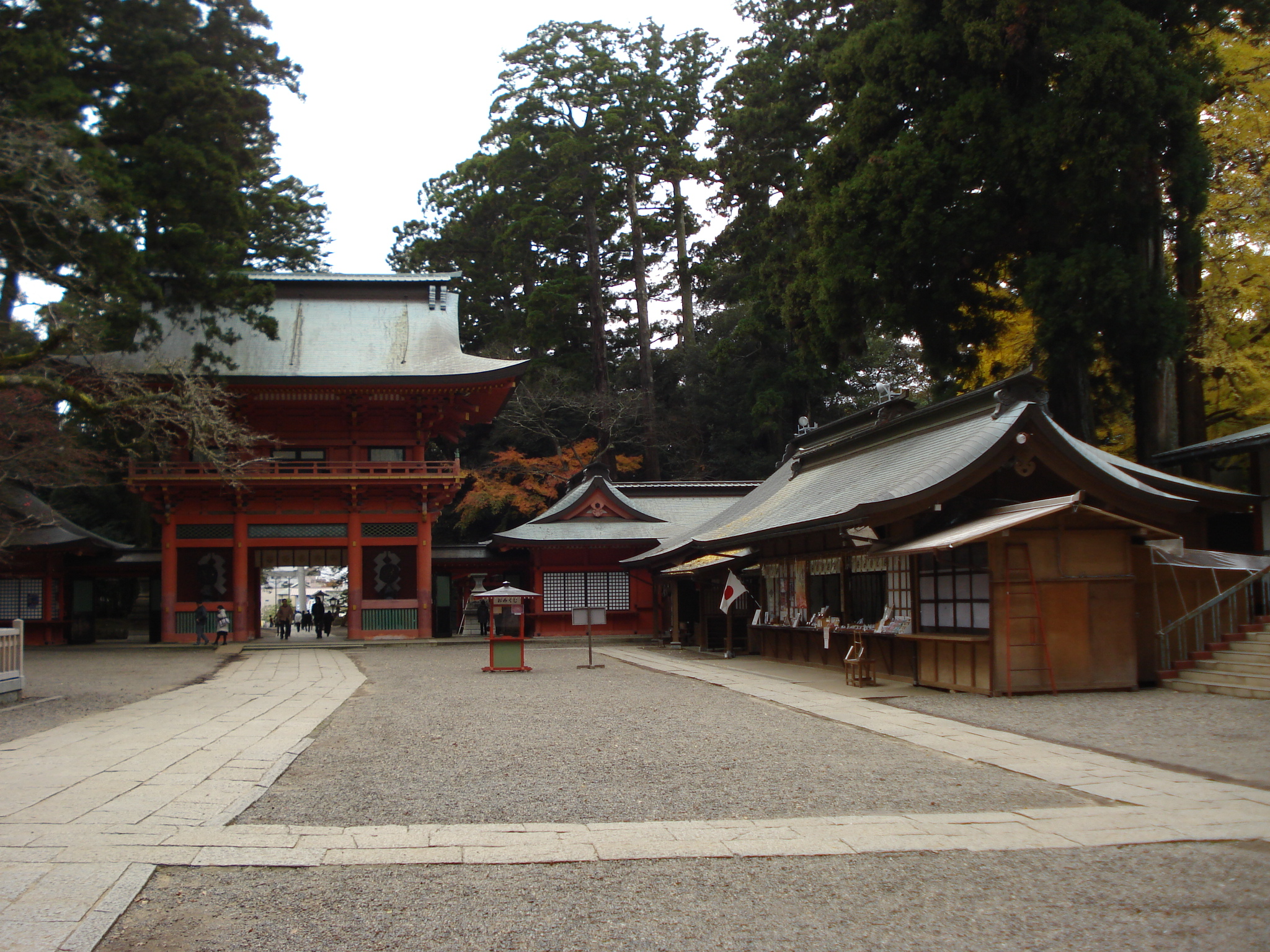
Puerta Rō (楼門 Rōmon) del Santuario Kashima.

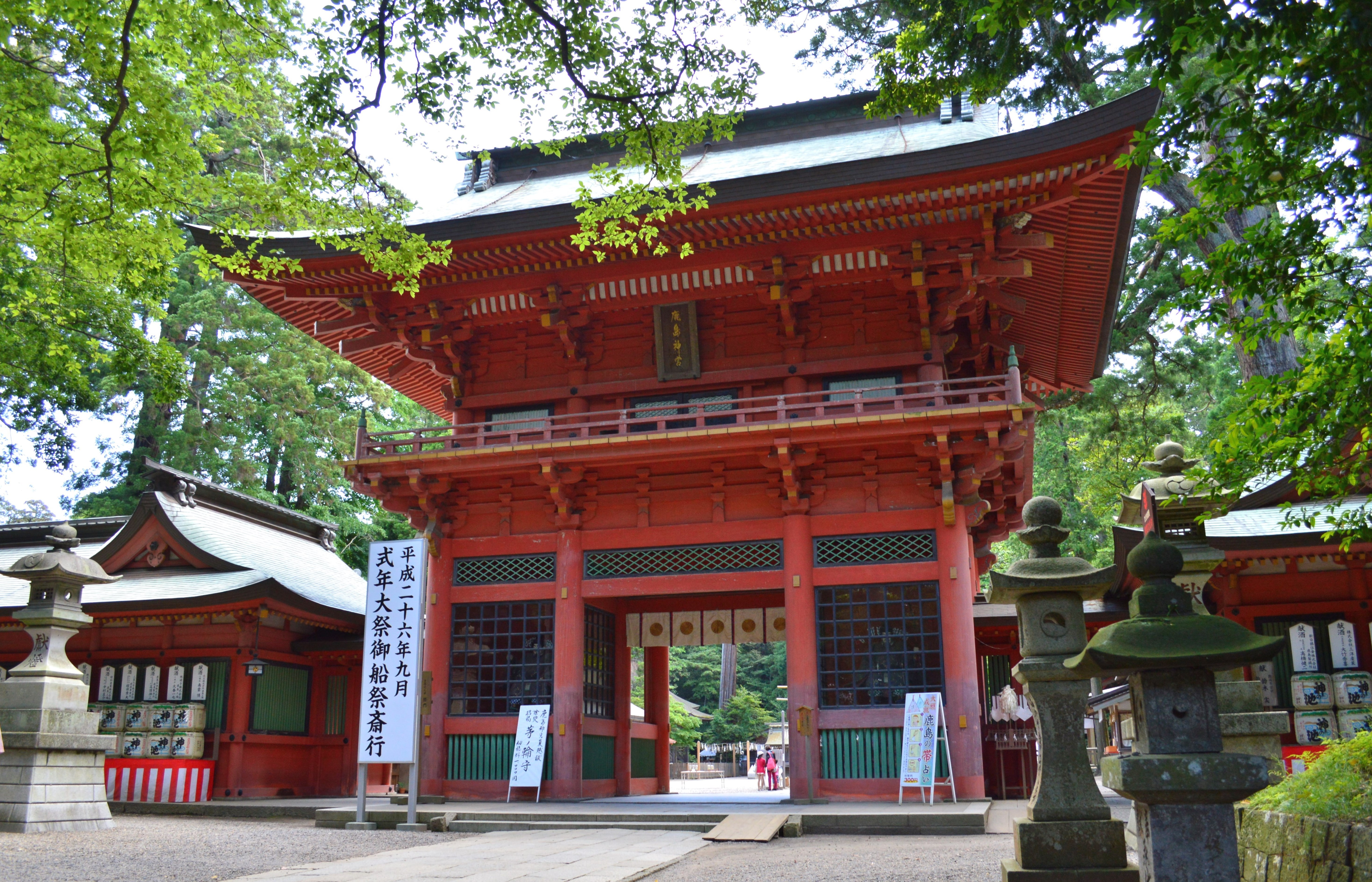
Puerta Rō (楼門 Rōmon) del Santuario Kashima.

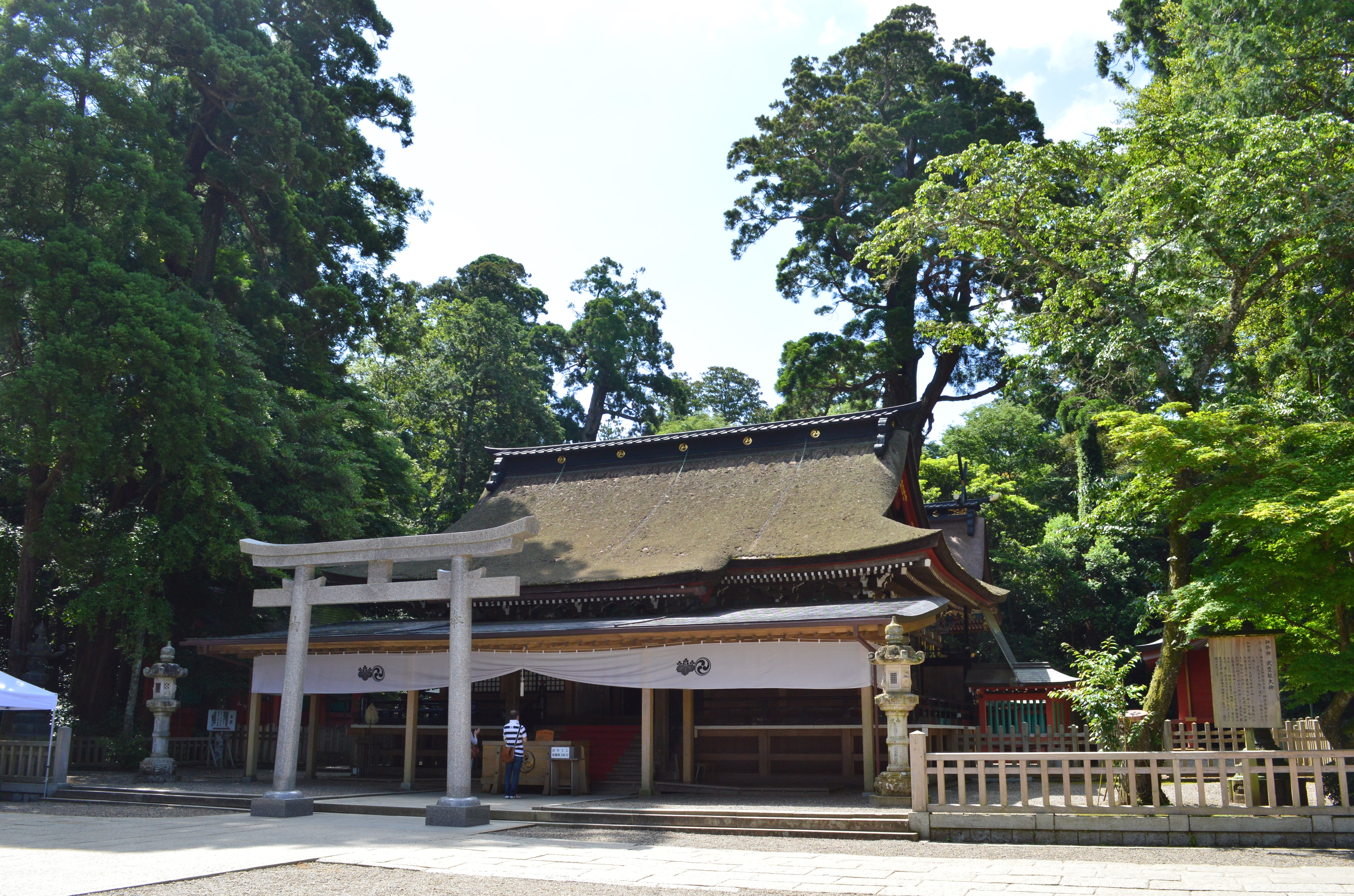
Salón principal de oración (Haiden).

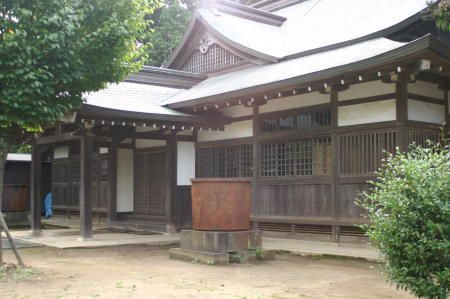
Kendō Dōjō (剣道道場) del santuario.

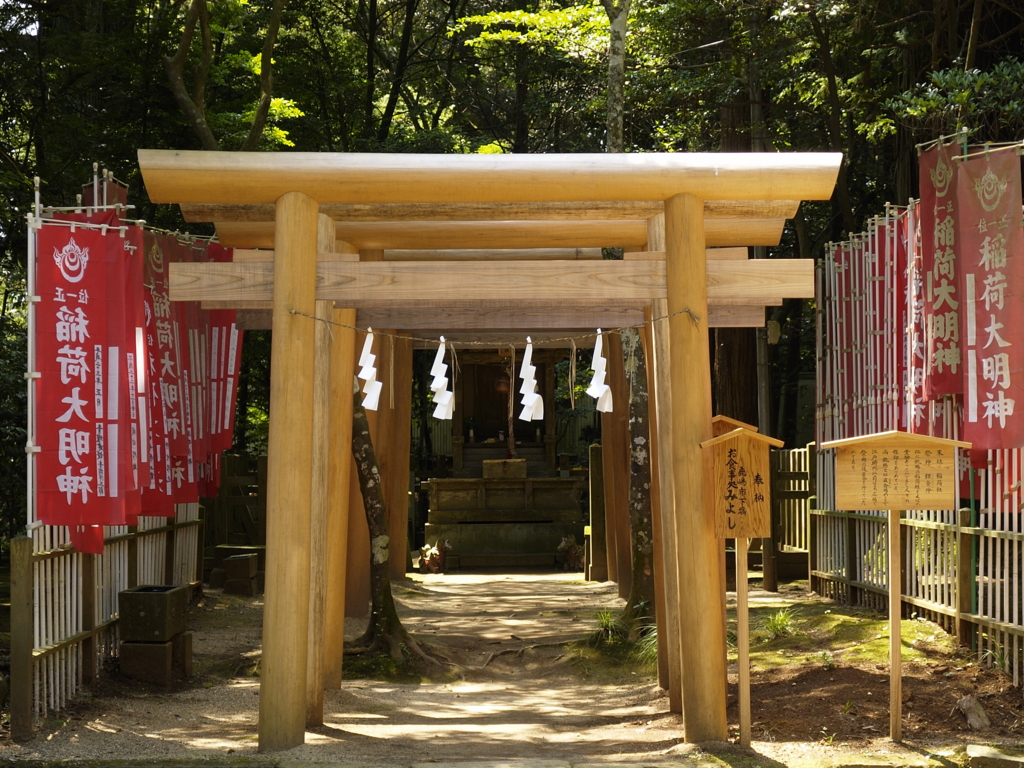
Inari-sha (稲荷-者).

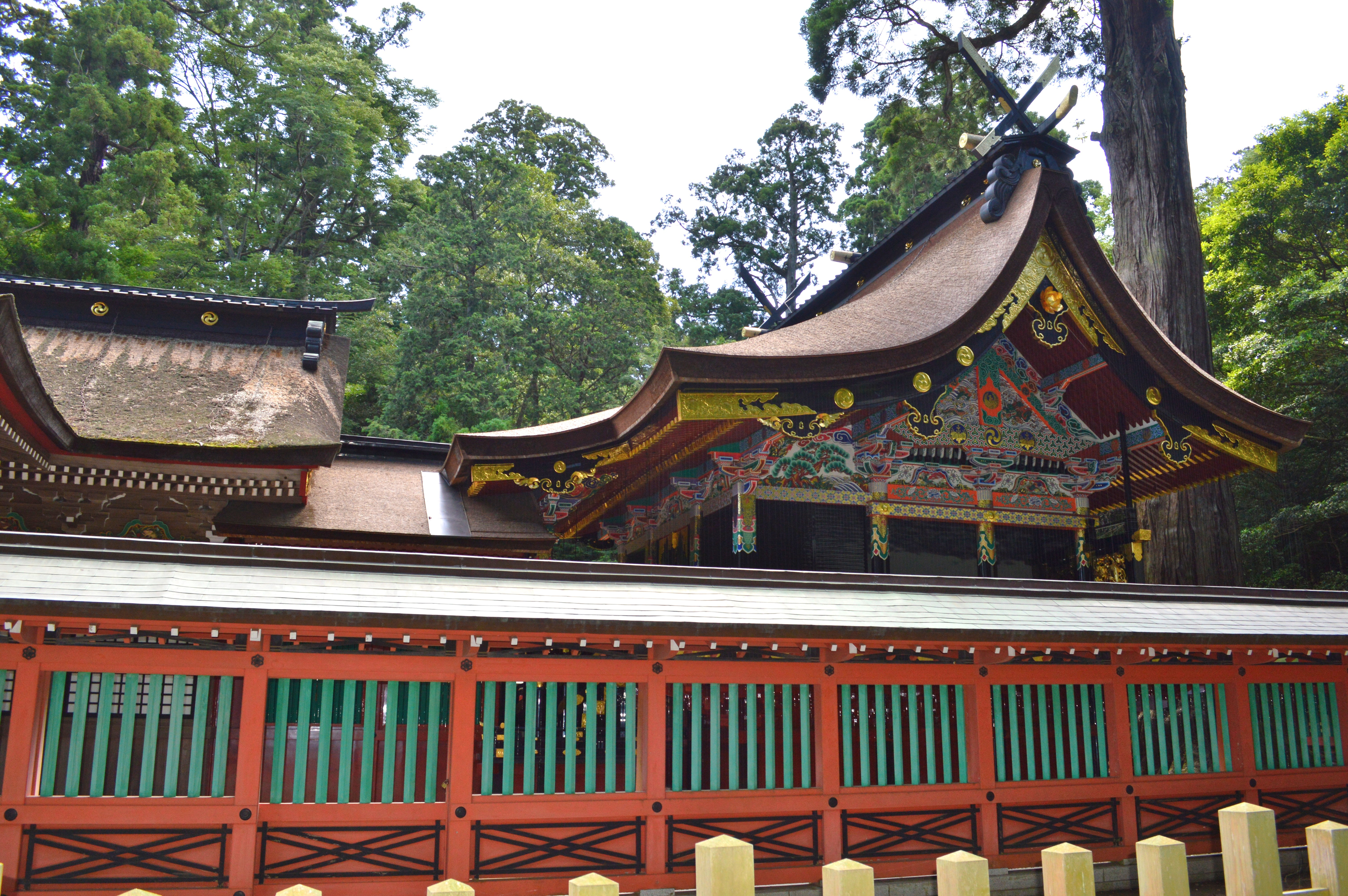
Honden

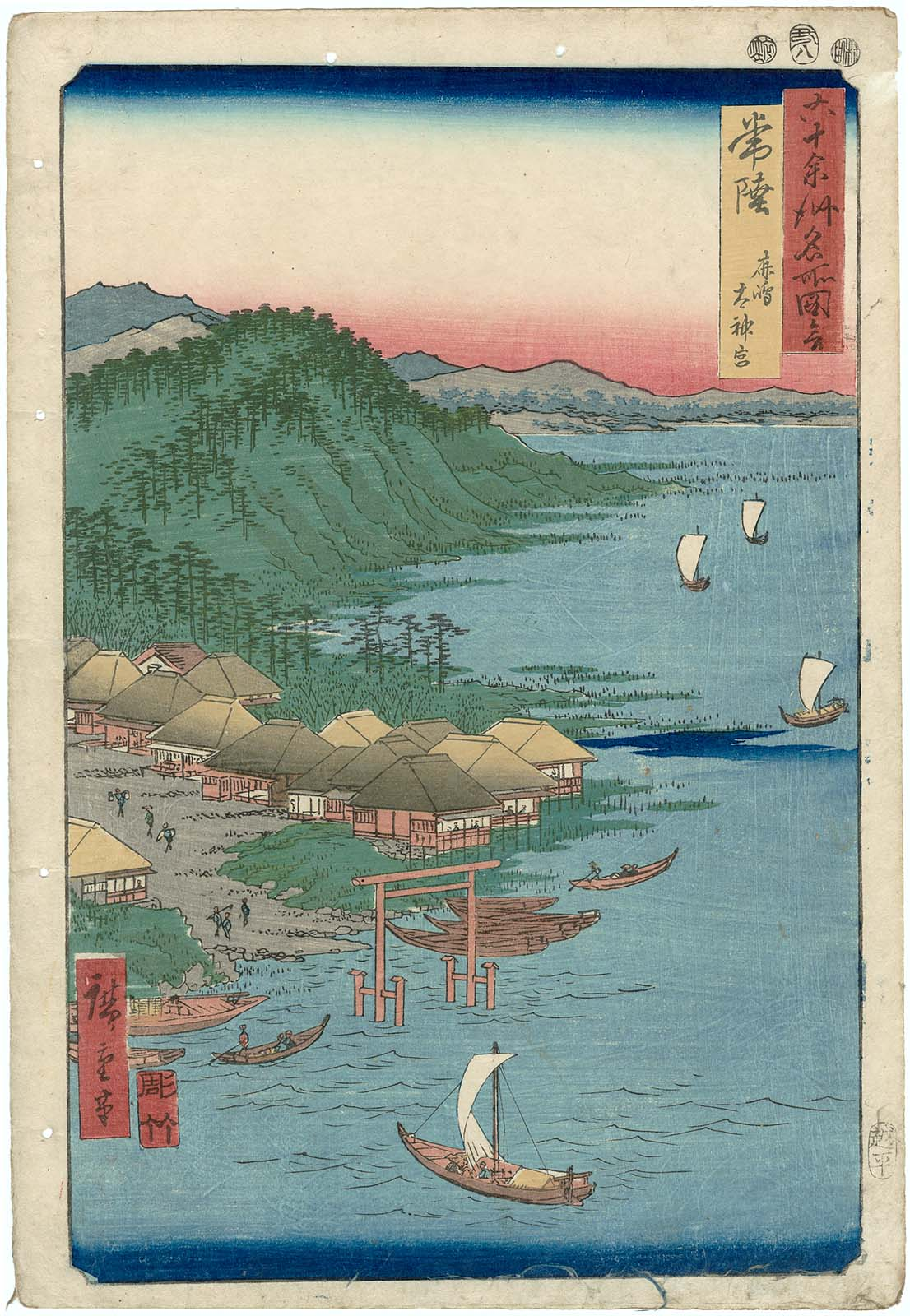
Hiroshige

El santuario Kashima  (鹿島神宮 Kashima Jingū) corresponde a un lugar de culto sintoísta, ubicada en la ciudad de Kashima de la Prefectura de Ibaraki, en la llanura de Kantō, Japón.

## Deidad adorada
El santuario Kashima está dedicado a Takemikazuchi (武甕槌大神 Takemikazuchi -no- Ōkami ), que es una de las deidades (kami) patronas de las artes marciales. 

## Ubicación geográfica
Kashima Santuario se encuentra en la parte superior de la meseta Kashima al sureste de la Prefectura de Ibaraki en la intersección del lago Kitaura (北浦) y de Kashimanada (鹿島灘) situada al lado del mar. 

## Historia
Antes del Período Meiji, junto con el Gran Santuario de Ise (伊勢神宮 Ise Jingū) ubicado en la ciudad de Ise y el Santuario Katori (香取神宮 Katori Jingū) ubicado en la ciudad de Katori; a los tres santuarios se les dio estatus de Jingū (神宫), es decir santuarios con alto estatus imperial.
Las deidades “Takemikazuchi” de este Santuario Kashima y “Futsunushi” (経津主神 Futsunushi-no-kami) del Santuario Katori, fueron considerados grandes dioses de las prácticas marciales, durante la época en que se llevó a cabo el advenimiento llamado Tenson Kōrin (天孫降臨 Tenson Kōrin). En el Tenson Kōrin, según la mitología japonesa, es cuando ocurrió el descenso del nieto de la diosa Amaterasu (天照),  Ninigi (琼琼杵尊 Ninigi-no-Mikoto), que ella lo envió a la tierra para sembrar arroz. Ninigi era el bisabuelo del Emperador Jimmu, según la misma mitología.
Debido a la proximidad de los santuarios Kashima y Katori a los territorios Emishi o Ezo o Ebisu  (蝦夷); siendo el territorio Emishi, poblado por el pueblo Ainu que vivía en el noreste y norte de Honshu y más al norte en Hokkaidō, y por esa razón estos santuarios se convirtieron en importantes bases de primera línea en la guerra de la corte imperial contra los pueblos nativos Ainu del noreste. Esto significó que en ambos santuarios se produjo un gran flujo de los funcionarios y de personal militar a través de ellos. Incluso hoy en día, en los  tres primeros días del año nuevo,  emisarios y sacerdotes sintoístas realizan el Shihōhai (四方拝), ceremonia de Año Nuevo Imperial, como una muestra de respeto por los servicios prestados durante la guerra, por estos dos santuarios.

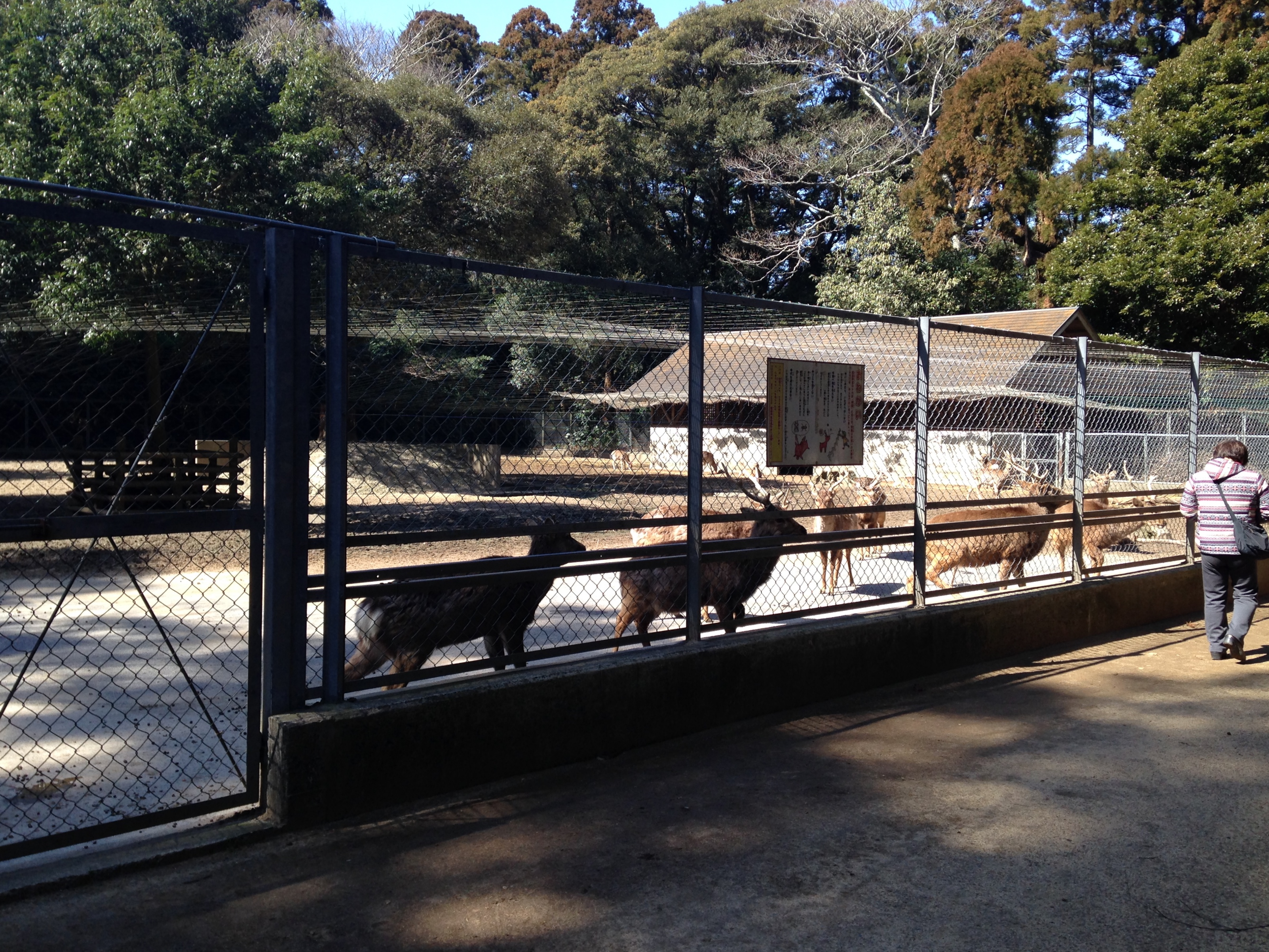
Jardín de ciervos en el santuario Kashima.

## Gran Festival Imperial Ofuna
Este festival tiene lugar cada 12 años en el año del caballo (Astrología china) y es en honor a las grandes deidades Takemikazuchi del Santuario Kashima y Futsunushi del Santuario Katori. El festival es de gran orgullo para los habitantes de las áreas de Kashima y Katori y se dice que es uno de los más grandes festivales de Japón. El último Gran Festival Imperial Ofuna fue en septiembre de 2014, y así sucesivamente, cada 12 años.
El festival se inició durante la época del Emperador Ōjin (仲哀天皇 Ōjin-Tennō), pero fue suspendido durante la guerra civil del Periodo Muromachi (室町時代 Muromachi-Jidai). En 1870, al tercer año del período de Meiji (明治時代 Meiji-Jidai), la tradición de la fiesta fue revivida y se le dio gran estatus imperial. En 1887 se decidió que el festival se llevaría a cabo cada 12 años en el año del caballo.
El Gran Festival Imperial Ofuna comienza en la mañana del primero de septiembre y funcionarios de la corte imperial son enviados a transmitir las bendiciones del Emperador. En la mañana del segundo día, la Mikoshi  (神輿) del Santuario Kashima realiza un recorrido por tierra a lo largo de la orilla del lago Kitaura [(北 浦), uno de los lagos del Kasumigaura (霞ヶ浦)], hasta un gran barco que espera en el puerto. Al barco, adornado con un gran adorno de dragón, se le une una flota mayor de otros barcos y llevan la Mikoshi través del lago, a la orilla del lado en la ciudad de Katori, a partir de allí una procesión divina toma la Mikoshi y la traslada al Santuario Katori, donde el festival principal se lleva a cabo. Después del festival, en un registro temporal especial, la Mikoshi permanece allí, antes de ser devuelto a su principal santuario en la tarde del tercer día.
Fuera de las dos actividades referidas, los dos santuarios tienen diversos festivales y eventos que se realizan durante todo el año. Los dos santuarios son visitados por personas procedentes de todas partes de Japón.

## Ciervos de Santuario
Un recinto de ciervos también se encuentra en el camino del bosque. Tanto los ciervos del santuario de Kashima como los de Nara son considerados mensajeros de los dioses y, por lo tanto, comparten una fuerte conexión.

## Enlaces externos

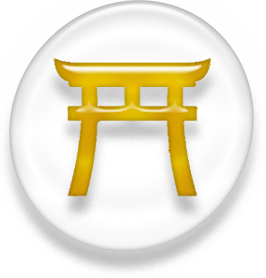
Símbolo del Sintoísmo